# Falilat Ogunkoya
Falilat Ogunkoya, född den 12 maj 1968, är en nigeriansk före detta friidrottare som tävlade i kortdistanslöpning.
Ogunkoya var i final på 400 meter vid VM i Göteborg 1995 och slutade där sexa. Sitt bästa lopp gjorde hon vid Olympiska sommarspelen 1996 då hon slutade trea efter Marie-José Pérec och Cathy Freeman på tiden 49,10. 
Under 1999 blev hon silvermedaljör vid inomhus-VM i Maebashi efter tyskan Grit Breuer. Utomhus samma år slutade hon fyra vid VM i Sevilla på tiden 50,03.
Hennes sista stora mästerskapsfinal var finalen vid Olympiska sommarspelen 2000 då hon slutade sjua på tiden 50,12.

## Personliga rekord
- 400 meter - 49,10